# Copa Independencia (balonmano)
La Copa Independencia es un torneo que organiza los clubes de balonmano no asociados a sus respectivas confederaciones por diferentes razones, también pueden participar clubes federados pero solo cuando sean invitados, el campeón clasifica en forma directa para la próxima edición y los equipos restantes por invitación especial, fue creada el 1° de noviembre de 2008 en la ciudad de Bahía Blanca, provincia de Buenos Aires, Argentina y su primera edición se disputó el 15 de noviembre de 2008 entre el Club Atlético Huracán de Villa Buenos Aires y el Club Atlético Rosendo López, el resultado final fue 18 a 17 a favor de Rosendo López.
Se disputa solo la rama masculina y su último campeón es el club deportivo San Francisco de Bahía Blanca.

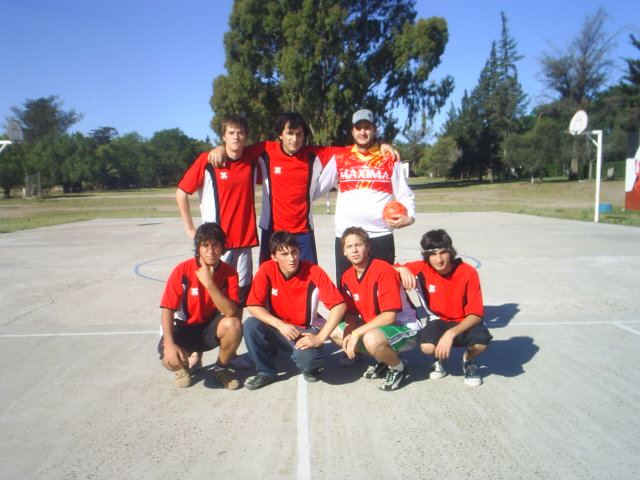
Club A. Rosendo López Campeón Copa Independencia 2008.

## Ediciones Disputadas
- 2008: Campeón Rosendo López.
- 2009: No se disputó
- 2010: Campeón Club Deportivo San Francisco de Bahía Blanca.
- 2011. No se Disputó
- 2012: No se disputó
- 2013: Por Disputarse

## Clubes invitados para la edición 2009
- Club Atlético Rosendo López Campeón
- Club Atlético Huracán de Villa Buenos Aires
- Club Deportivo San Francisco de Bahía Blanca.
- Club Villa Mitre de Bahía Blanca.

## Clubes invitados para la edición 2010
- Club Atlético Rosendo López
- Club Atlético Huracán de Villa Buenos Aires
- Club Deportivo San Francisco de Bahía BlancaCampeón
- Club Villa Mitre de Bahía Blanca.

## Clubes para la edición 2013
- Se disputa en el mes de julio.

### Títulos por equipos
| club/equipo                  | Títulos | Subcampeonatos |
| ---------------------------- | ------- | -------------- |
| Club Rosendo Lopez           | 1       | 1              |
| Club Deportivo San Francisco | 1       | 1              |

## Ediciones
Por razones económicas la edición 2009,2011 y 2012 no se disputó.
- Datos: Q2888726